# Hettienne Park
 (avril 2019).
Si vous disposez d'ouvrages ou d'articles de référence ou si vous connaissez des sites web de qualité traitant du thème abordé ici, merci de compléter l'article en donnant les références utiles à sa vérifiabilité et en les liant à la section « Notes et références ».
Hettienne Park est une actrice américaine d'origine sud-coréenne née le 7 mars 1983 à Boston au Massachusetts.

## Filmographie

### Cinéma
- 2007 : Never Forever : Ming Ming
- 2007 : Year of the Fish : Hong Ji
- 2009 : Meilleures Ennemies : Marissa
- 2011 : Young Adult : Vicki
- 2025 : Sorry, Baby d'Eva Victor : Eleanor Winston

### Télévision
- 2002 : Le Justicier de l'ombre : Chloe (1 épisode)
- 2004 : New York, unité spéciale : Annie (saison 6, épisode 9)
- 2005-2007 : The In-Betweens of Holly Malone : Ellen (4 épisodes)
- 2005-2008 : New York, police judiciaire : Tina Shen et Taka Furukawa (2 épisodes)
- 2006 : Numbers : une étudiante (1 épisode)
- 2007-2009 : Damages : une associée
- 2008 : Puppy Love : Dawn
- 2009 : The Good Wife : Shelly Delgado (1 épisode)
- 2009 : Mercy : Julie Shin (1 épisode)
- 2013-2014 : Hannibal : Beverly Katz (18 épisodes)
- 2020 : The Outsider : Tamika Collins
- 2021 : Gossip Girl : Jodie Menzies

### Jeu vidéo
- 2005 : The Warriors : une habitante de New York